# Phänomen Granit 30K
Der Phänomen Granit 30k / Robur Garant 30k ist ein Lkw-Typ der VEB Robur-Werke Zittau. Der Typ Granit 32 bzw. Garant 32 war eine abgeleitete Ausführung mit Dieselmotor. Der Zweitonner war im damaligen DDR-Fahrzeugbau oberhalb des Barkas V 901/2 und unterhalb des IFA H3A angesiedelt.

## Geschichte
Im Jahr 1953 begann als Nachfolger des Phänomen Granit 27 die Fertigung des Granit 30K. Er verfügte über einen verbesserten Ottomotor mit 40 kW Leistung, der im Wesentlichen aus den Bauteilen des Granit-27- und Granit-32-Motors bestand. Der neue Zusatz „k“ stand für „kopfgesteuert“, die 30 für 30 dl Hubraum. Außerdem wurde nun die schon seit längerem angekündigte Dieselvariante Granit 32 produziert. Beide Motoren verfügten neben der neuen OHV-Steuerung nun über Axial- anstatt Radialgebläse.
Äußerlich war der Granit 30K zunächst kaum von seinem Vorläufer zu unterscheiden. Dies änderte sich 1955, als das Fahrzeug eine neue Formgebung, dem damaligen Zeitgeschmack folgend, erhielt. Dabei wurde es auch mit einer Blinkanlage ausgestattet. Die Motorleistung wurde 1957 auf 44 kW erhöht. Ein Mangel der Fahrzeuge war die schwere Zugänglichkeit der Zündkerzen, die erst nach der Demontage des Luftführungskastens erreichbar waren. 1958 wurde die Lenkung verbessert, und der Gebläsekeilriemen konnte fortan mittels der Lichtmaschine gespannt werden. Das Fahrzeug wurde mit verschiedensten Aufbauten gefertigt, 1958 wurde beispielsweise ein Verkaufswagen vorgestellt. Teilweise waren die Fahrzeuge mit Allradantrieb ausgestattet. Im April 1961 lief das 50.000 Exemplar dieser Modellreihe vom Band.
Aufgrund einer erfolgreichen Klage von Rudolf Hiller, der nach der Enteignung seiner Phänomen-Werke mit einigen seiner Ingenieure beim Hanomag-Werk als Technischer Direktor tätig geworden war, erhielt der Betrieb in Zittau am 1. Januar 1957 den Namen VEB Robur-Werke Zittau und die Fahrzeugmodelle am 1. Juli 1956 die Namen Garant.

## Export
Granit 30k und 32 wurden auf zahlreichen internationalen Messen präsentiert und allein 1954 in mehr als 20 Länder exportiert, 1959 waren es bereits knapp 40 Länder. Wichtige Abnehmer waren die ČSR, Ungarn, Belgien und die Bundesrepublik Deutschland. Die anspruchslose Luftkühlung brachte ihm auch in tropischen und trockenen Regionen der Welt einen Vorteil gegenüber Konkurrenten ein. Selbst unter starker Belastung bei großer Hitze in Afrika traten keine Kühlungsprobleme auf. Vor allem als Allrad-Variante spielte der Garant 30 K die große Verwindungssteifigkeit des Rahmens und seine große Steigfähigkeit aus. So waren die Fahrzeuge beispielsweise als Krankenwagen für unwegsame Bergstraßen in Bulgarien im Einsatz und erwiesen sich dabei als erstaunlich robust. Von den 6250 im Jahr 1957 hergestellten Fahrzeugen wurden 3000 exportiert.

## Besondere Variationen

### Sonder-Kraftfahrzeug-1

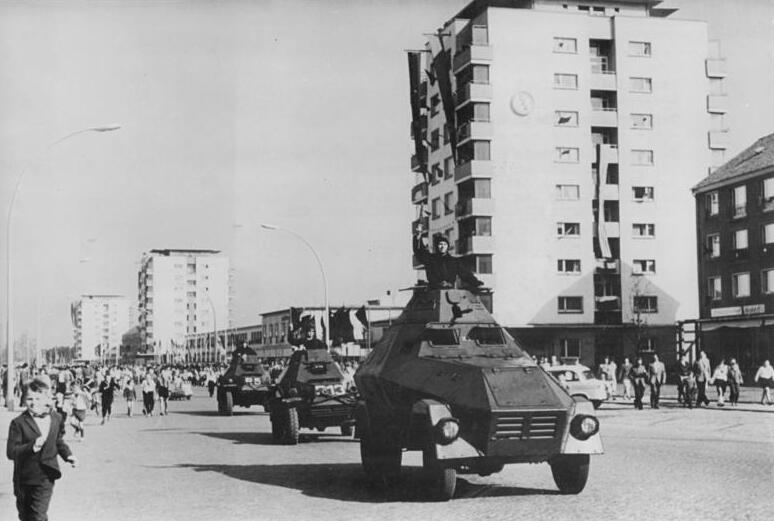
Das Sonder-KFZ 1 auf einer Parade in Stalinstadt (Eisenhüttenstadt)

Das Sonder Kfz-1 basierte auf dem Granit 30K und war das einzige in der DDR in Serie gefertigte Panzerfahrzeug.
Es wurde 1953/54 produziert und zunächst von der Kasernierten Volkspolizei in Dienst gestellt. Später fand das Fahrzeug bei den Kampfgruppen Verwendung.

### Granit 32 / Garant 32

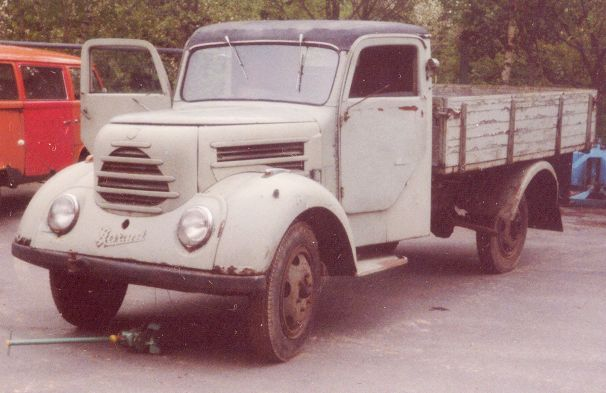
Garant 32 Pritsche, Baujahr 1956

Der Phänomen Granit 32 bzw. Robur Garant 32 war eine Dieselversion des Modells 27 bzw. 30k. Angekündigt und beschrieben wurde der Diesel als Granit 32 bereits 1951. Im September 1952 lief dessen Fertigung bereits. Eine Allradversion Garant 32 A konnte sich jedoch bei den Bewaffneten Organen nicht durchsetzen. 1956 wurde das Fahrzeug von Granit 32 in Garant 32 umbenannt.

### Granit 30k A / Garant 30k A und Garant 30k AW/Zg
Für den Bedarf an geländegängigen Zugmitteln entstand schon 1950/51 der 4×4 Granit 27 A. Dieser wurde von 1953 bis 1955 als Granit 30k A geführt. Die auf dem Robur Granit 30k A basierende Weiterentwicklung wurde ab 1955 als Garant 30 k AW/Zg mit einem neuen Design produziert. Das Fahrzeug fand seine Verwendung vorwiegend bei den Bewaffneten Organen mit einer einfachen Mannschaftspritsche, als Nachrichtenwagen, als Stabs-Kofferwagen oder als Zugmittel (AW/Zg). Das Fahrzeug hatte eine Nutzlast von 1000 kg. Die Höchstgeschwindigkeit lag bei 80 km/h. Die Version des Garant 30k AW/Zg wies neben einem geringeren Radstand (2900 mm) auch andere Außenmaße auf (L/B/H: 5310 mm / 2100 mm / 2610 mm).

### Rettungswagen RTW

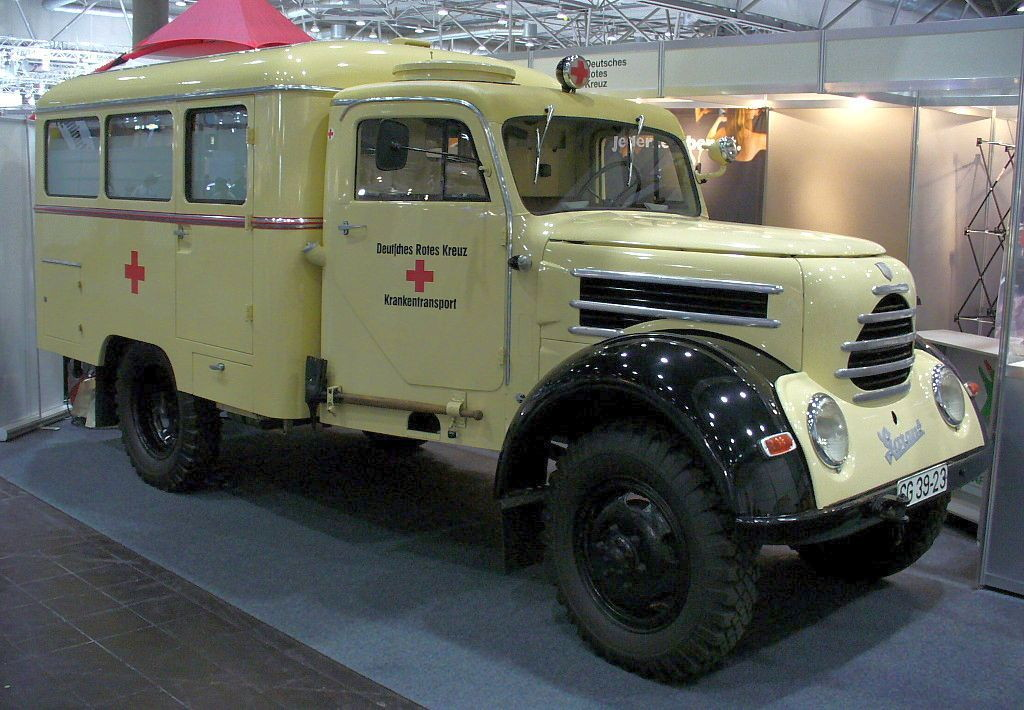
Rettungswagen RTW auf dem Robur Garant 30k

Der Rettungswagen RTW auf dem Fahrgestell des Robur Garant 30k wurde zwischen 1957 und 1960 hergestellt. Der Aufbau entstand im VEB Karosseriewerke Halle. Das Fahrzeug hatte eine Besatzung von 1+3 Personen, die bei Bedarf auf bis zu 1+8 aufgestockt werden konnte. Dazu befand sich im RTW eine hochklappbare Sitzbank. Zur Ausstattung gehörten vier Tragen, ein Armlehnensessel und ein Klappsitz. Damit konnten im RTW vier liegende und zwei sitzende oder zwei liegende und fünf sitzende Personen befördert werden. Das Fahrzeug hatte einen 4×2-Hinterradantrieb mit einem limousinenartigen Aufbau. In der Allrad-Variante (Garant 30k A) war der Kofferaufbau von der Fahrerkabine getrennt. Die Höchstgeschwindigkeit lag bei 80 km/h. Das Fahrzeug hatte eine besondere Stoßdämpfung und Federung. Die Robur-Rettungswagen wurden ab 1960 durch Rettungsfahrzeuge des Typs Barkas B 1000 ersetzt. Die Firma Robur entwickelte später die Mobile Ambulanz (LD-AFr6/Mz-A).

### Robur Garant 30 K VW/B 18

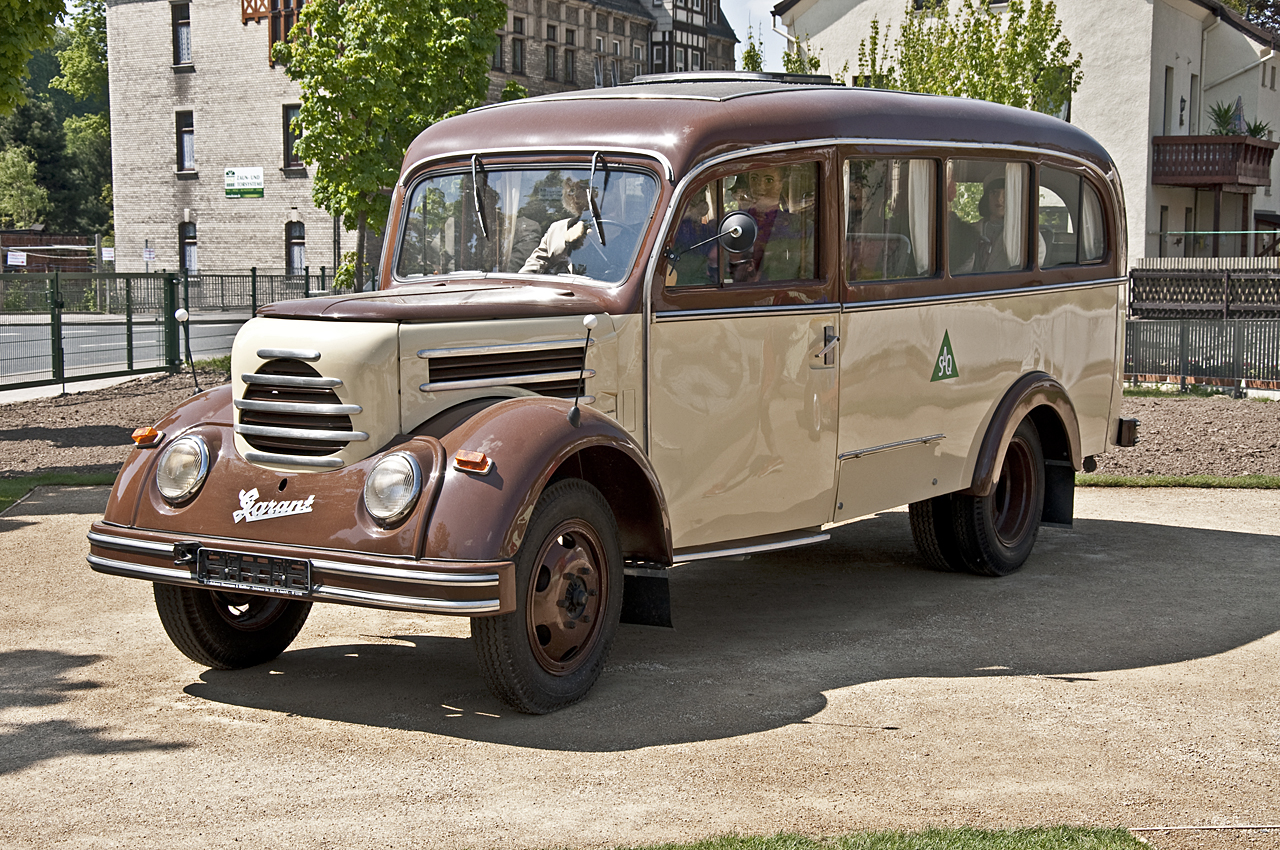
Robur Garant 30 K VW/B 18

Der Bus wurde als Nachfolgemodell des Robur Garant 27 VW/B 18 ab 1956 produziert. Die Typenbezeichnung VW/B18 bedeutet verlängerter Radstand, Fahrgestell mit Windlauf, Bus, 18 Sitzplätze. Der Bus fand aufgrund seiner Robustheit unter anderem bei der NVA Verwendung. Er eignete sich optimal für den Transport kleiner Gruppen und sollte im Kriegsfall als Verwundetentransporter eingesetzt werden.

### Feuerwehrfahrzeug LF-TS 8
Das Löschgruppenfahrzeug LF-TS 8 wurde ab 1953 auf Basis des Phänomen Granit 30k A gebaut. Die Aufbauten wurden im VEB Feuerlöschgerätewerk Görlitz hergestellt. Das Fahrzeug hatte eine Besatzung von 1+8. Das Fahrzeug war mit zwei Sauerstoffschutzgeräten, 8/8-Tragkraftspritzen und 180 m C-Druckschläuchen sowie 240 m B-Druckschläuchen ausgerüstet.

### Feuerwehrfahrzeug LF-LKW-TS 8-STA
Der zunehmende Bedarf an preiswerten Löschgruppenfahrzeugen (LF) führte 1956 zur Einführung des Löschgruppenfahrzeugs mit Tragkraftspritze (TS) und Schlauchtransportanhänger (STA). Das 4×4-Allradfahrzeug hatte eine 1+8-Besatzung. Neben der Tragkraftspritze TS 8/8 hatte das Fahrzeug 135 m C-Druckschläuche, 545 m B-Druckschläuche und zwei Sauerstoffschutzgeräte an Bord. Das Fahrzeug war in seinem Grundaufbau ein Pritschenfahrzeug mit Spriegel und Plane. Der Schlauchtransportanhänger führte weitere 420 Meter B-Druckschläuche mit sich.

## Technische Daten

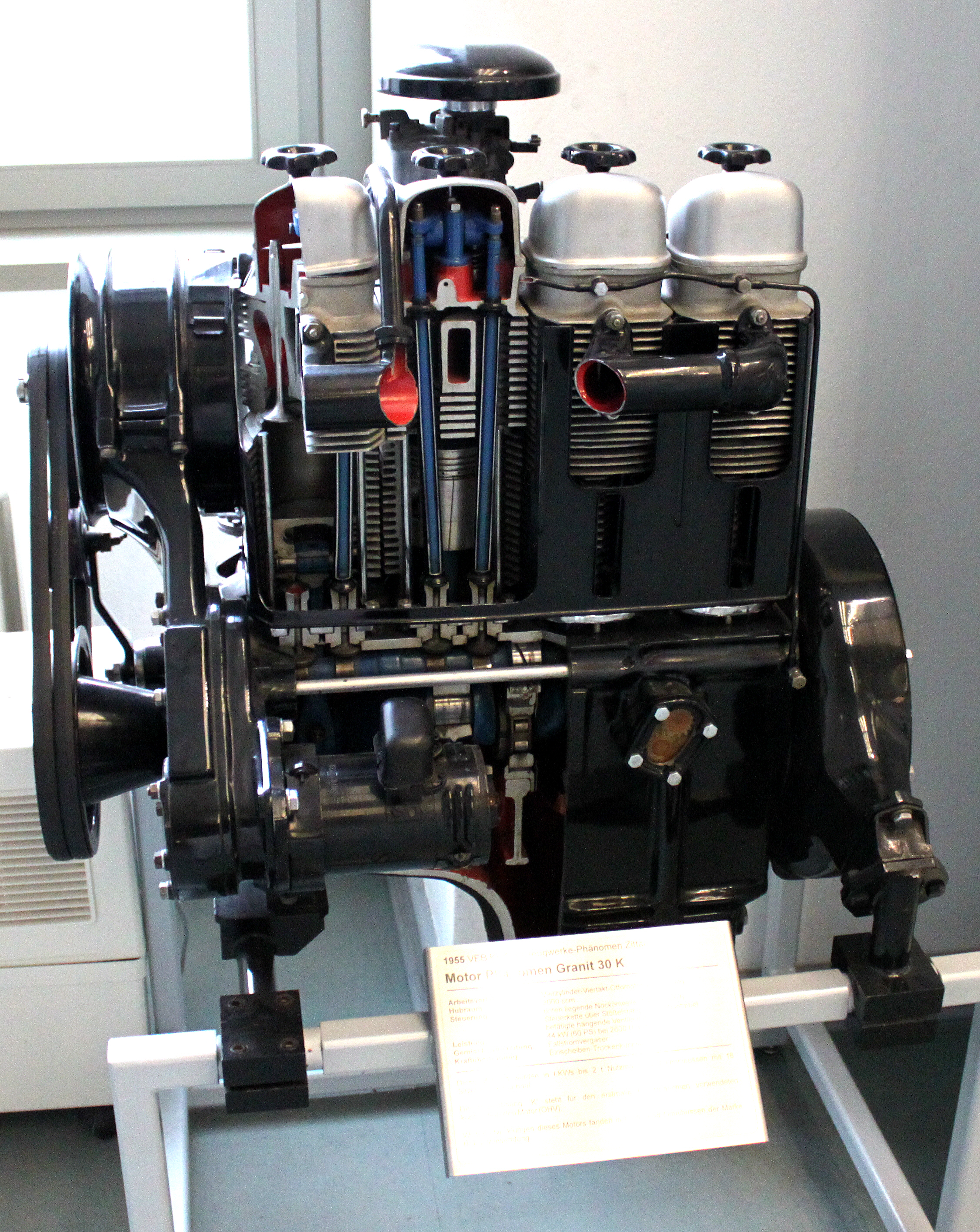
Schnittmodell eines Motors des Granit 30 K im Verkehrsmuseum Dresden

Stand: September 1954
| Merkmal                 | Granit 30 K   | Granit 32     |
| ----------------------- | ------------- | ------------- |
| Arbeitsweise            | Otto          | Diesel        |
| Zylinderzahl            | 4             | 4             |
| Hub                     | 118 mm        | 125 mm        |
| Bohrung                 | 90 mm         | 90 mm         |
| Verhältnis Hub/Bohrung  | 1,31          | 1,39          |
| Hubvolumen              | 3000 cm³      | 3181 cm³      |
| Verdichtungsverhältnis  | 5,5 : 1       | 18 : 1        |
| Leistung                | 40 kW (55 PS) | 38 kW (52 PS) |
| bei 1/min               | 2600          | 2600          |
| Kraftstoffnormverbrauch | 16 l/100 km   | 11,5 l/100 km |